# Habranthus tubispathus
Habranthus tubispathus es una especie de planta herbácea, perenne y bulbosa perteneciente a la familia de las amarilidáceas.

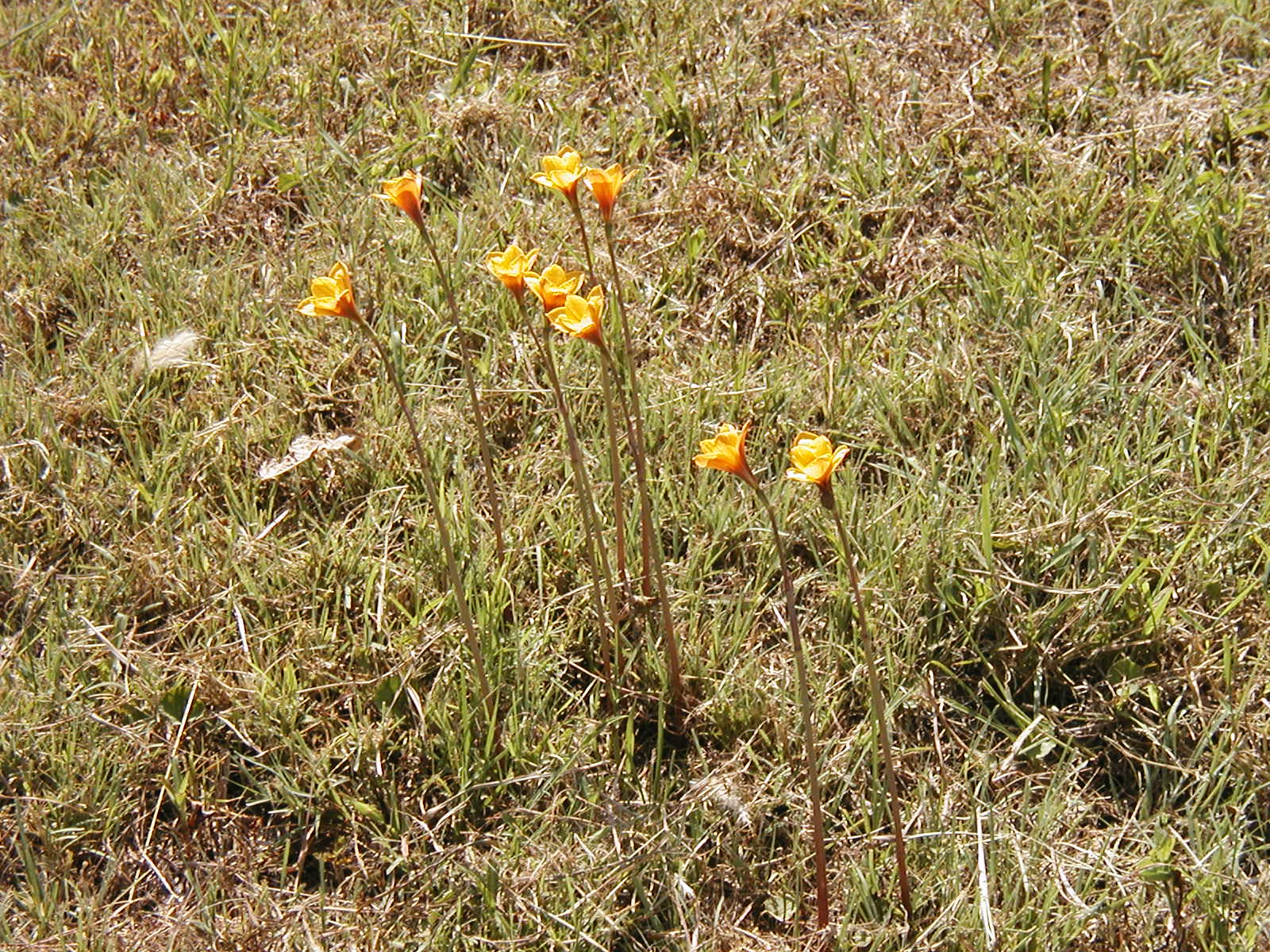
Vista de la planta en su hábitat

## Descripción
Habranthus tubispathus es una planta bulbosa perennifolia que anteriormente era conocida como Habranthus andersonii o, Habranthus texanus, florece en el verano después de una buena lluvia. La variedad texensis se encuentra en Texas y Luisiana, y es de color amarillo-naranja con vetas de color bronce.

## Taxonomía
Habranthus tubispathus fue descrita por (L'Hér.) Traub y publicado en Plant Life 7: 42, en el año 1951.
Etimología
Habranthus: nombre genérico que deriva de las palabras griegas: ἀβρος habros para  "tierno", "agradable" o "pequeño" y ἄνθος anthos para "flor".
tubispathus: epíteto latino que significa "de espata tubular".
Sinonimia
- Lista de sinónimos de Habranthus tubispathus[5]